# Błędne koło (obraz Jacka Malczewskiego)
Błędne koło – obraz olejny polskiego symbolisty, Jacka Malczewskiego. Jest uznawany za jedno z jego najwybitniejszych dzieł i jest zazwyczaj interpretowany jako alegoria roli artysty. Obecnie znajduje się w Muzeum Narodowym w Poznaniu.

## Opis i analiza
Obraz przedstawia fantastyczną wizję postaci ludzkich dynamicznie wirujących nad ziemią. Artysta przedstawił samego siebie jako chłopca siedzącego na drabinie pośrodku koła z zamyślonym wyrazem twarzy i pędzlem w ręce. Jest otoczony przez nagie ciała bachantek; ludzi młodych i starych, którzy personifikują uczucia i wyobrażenia młodego twórcy. Paradoksalnie, wydają się oni zarówno rzeczywiści ze względu na iluzoryczny sposób przedstawienia, jak i nierealni, przez abstrakcyjną przestrzeń, którą zajmują na obrazie. Lewa, lepiej oświetlona część obrazu może symbolizować zmysłową ekstazę, a prawa, ciemniejsza - lęki i niepokoje artysty. Według Ireny Kossowskiej ten wewnętrzny dualizm kreatywności artysty pokazuje witalność ludzkich instynktów i tragedię ludzkiego losu jednocześnie. Warto uwzględnić, że dualizm jest istotnym tematem w wielu dziełach Malczewskiego - chociażby w "Hamlecie polskim", w którym używa nawet podobnego podziału kolorystycznego.
Stanisław Ignacy Witkiewicz skomentował obraz, mówiąc, że artysta i sztuka odgrywają ważną kognitywną rolę; artyści mogą dostrzec ludzką duszę poprzez pozbycie się zwykłych sposobów myślenia i poprzez bezpośredni kontakt z wszechświatem. 